# Subbelba carolinensis
Subbelba carolinensis är en kvalsterart som först beskrevs av Banks 1947.  Subbelba carolinensis ingår i släktet Subbelba och familjen Damaeidae. Inga underarter finns listade i Catalogue of Life.